# 司纺星
司纺星（154 Bertha）是小行星带的一颗小行星。
它在1875年11月4日由保羅·亨利和普羅斯佩·亨利发现，但发现权归于Prosper名下。该小行星很可能是因天文学家卡米伊·弗拉馬利翁的妹妹貝爾特·馬丁-弗拉馬利翁（Berthe Martin-Flammarion）而得名。
Template:Small Solar System bodies